# Niklas Rainer
Niklas Rainer (* 9. Mai 1983 in Falun) ist ein ehemaliger schwedischer Skirennläufer. Er startete in allen Disziplinen, fuhr bis 2010 im Welt- und Europacup  und erreichte seine besten Resultate im Riesenslalom und in der Kombination.

## Biografie
Rainer fuhr seine ersten FIS-Rennen im Januar 1999, erste Starts im Europacup folgten im Dezember 2001. In den Jahren 2002 und 2003 nahm er an den Juniorenweltmeisterschaften teil und erreichte als beste Resultate den neunten Platz im Super-G und den zehnten Platz im Slalom 2003. Im Jahr 2003 wurde er Schwedischer Juniorenmeister im Slalom. Im Europacup fuhr er am 5. Dezember 2003 im Riesenslalom von Ål überraschend auf den sechsten Platz, zuvor konnte er sich noch nie unter den besten 30 platzieren. Dieses Resultat konnte er aber vorerst nicht wiederholen, erst zu Saisonende kam er ein zweites Mal in die Top Ten.
Im Januar und Februar 2004 hatte Rainer seine ersten Einsätze im Weltcup, qualifizierte sich aber in keinem Rennen für den zweiten Durchgang. Dies änderte sich in der Saison 2004/05, als er am 12. Dezember im Riesenslalom von Val-d’Isère überraschend den elften Platz erreichte. Im Europacup gelang ihm in dieser Saison der Durchbruch an die Spitze. Er feierte zwei Riesenslalomsiege, erreichte weitere zwei Podestplätze und belegte im Endklassement den fünften Platz im Riesenslalom und den siebenten in der Gesamtwertung. Im Februar startete er bei den Weltmeisterschaften 2005 in Bormio und erreichte den 14. Platz im Riesenslalom, im April gewann er seine ersten schwedischen Meistertitel im Riesenslalom und im Parallelslalom.
In der Weltcupsaison 2005/06 kam Rainer dreimal in die Punkteränge, im Europacup konnte er die Vorjahresleistungen nicht wiederholen und erreichte nur einmal das Podest. Zu Beginn der Saison 2006/07 fuhr er im Weltcup erstmals unter die besten zehn. In der Super-Kombination von Beaver Creek am 30. November kam er auf den neunten Rang, zwei Wochen später erreichte er in der Super-Kombination auf der Reiteralm sogar Platz sieben – sein bisher bestes Resultat. Er belegte bei den Weltmeisterschaften 2007 im schwedischen Åre  wie schon zwei Jahre zuvor den 14. Rang im Riesenslalom und wurde im März desselben Jahres zum zweiten Mal Schwedischer Meister im Riesenslalom.
In den nächsten Jahren erreichte der Schwede nur noch wenige gute Platzierungen im Weltcup. In der Saison 2007/08 war sein bestes Resultat der 13. Platz in der klassischen Kombination von Kitzbühel, 2008/09 kam er in der Super-Kombination von Wengen auf den 14. Rang und in der Saison 2009/10 war der 16. Platz in der Super-Kombination von Val-d’Isère sein bestes Ergebnis. Auch im Europacup erreichte Rainer in diesen Jahren nur noch wenige vordere Platzierungen. Bei seinem letzten Großereignis, den Weltmeisterschaften 2009 in Val-d’Isère, belegte er in der Super-Kombination Platz 16, in der Abfahrt Platz 20 und im Riesenslalom Rang 24.
Nach der Saison 2009/10 kam Rainer bislang zu keinen weiteren Weltcup- oder Europacupeinsätzen. An FIS-Rennen und den schwedischen Meisterschaften nimmt er aber weiterhin teil. Bei der Universiade 2011 in Erzurum wurde er Fünfter im Riesenslalom. Ende der Saison 2012/13 trat er vom Spitzensport zurück.

## Erfolge

### Weltmeisterschaften
- Bormio 2005: 14. Riesenslalom
- Åre 2007: 14. Riesenslalom, 24. Abfahrt, 25. Super-G, 29. Super-Kombination
- Val-d’Isère 2009: 16. Super-Kombination, 20. Abfahrt, 24. Riesenslalom

### Weltcup
- 2 Platzierungen unter den besten zehn

### Europacup
- Saison 2004/05: 7. Gesamtwertung, 5. Riesenslalom
- 5 Podestplätze, davon 2 Siege:

| Datum           | Ort                | Land       | Disziplin    |
| --------------- | ------------------ | ---------- | ------------ |
| 13. Januar 2005 | Bad Kleinkirchheim | Österreich | Riesenslalom |
| 4. Februar 2005 | Veysonnaz          | Schweiz    | Riesenslalom |

### Juniorenweltmeisterschaften
- Tarvisio 2002: 11. Kombination, 12. Slalom, 31. Abfahrt, 33. Super-G
- Briançonnais 2003: 9. Super-G, 10. Slalom, 13. Abfahrt

### Weitere Erfolge
- Gesamtsieg im Australia New Zealand Cup 2009
- schwedischer Meister im Riesenslalom 2005 und 2007 und im Parallelslalom 2005
- Schwedischer Juniorenmeister im Slalom 2003
- 13 Siege in FIS-Rennen